# Fragment Separator
Pour les articles homonymes, voir FRS.
Le Fragment Separator ou FRS est un dispositif expérimental situé au GSI à Darmstadt en Allemagne.
Il est utilisé pour produire des faisceaux de particules dits secondaires à partir des faisceaux primaires délivrés par le Synchrotron SIS du GSI.

## Principe
La production du faisceau secondaire se fait par interaction entre le faisceau accéléré issu du synchrotron et une cible dite de production. De cette interaction résultent de nombreux fragments (c'est-à-dire des noyaux de masse inférieure ou égale à celle du faisceau). On parle de méthode de production par fragmentation. Les ions produits dans la réaction compris dans l'acceptance limitée du spectromètre (15 mrad), c'est-à-dire dont la direction et la vitesse sont compatibles avec la fenêtre d'entrée du FRS, sont ensuite soumis au processus de séparation en vol.
L'essentiel de ce dispositif consiste en une succession d'aimants. Les quatre principaux dipôles permettent de dévier les fragments produits (ions lourds) en fonction de leur rigidité magnétique (liée à la vitesse et au rapport entre la masse et la charge de l'ion considéré).
Les aimants supplémentaires disposent de champs magnétiques d'ordre plus élevé (quadrupôles et sextupôles) pour affiner la trajectoire du faisceau et le focaliser en des endroits stratégiques du parcours des fragments.
Le rayon de courbure ρ de la trajectoire d'un fragment de vitesse βγ (mesurée à partir du temps de vol) est déduit des "traces" laissées dans les différents détecteurs (scintillateurs et chambres à ionisation). Le champ magnétique B effectif dans les aimants est établi par des sondes de Hall. 

Ces éléments entrent dans la formule primordiale pour la détermination de la masse A et la charge Z d'un fragment : 

{\displaystyle {\frac {A}{Z}}={\frac {\rm {e}}{\rm {{u}\cdot {\rm {c}}}}}{\frac {B\rho }{\beta \gamma }}}
Par ailleurs, la charge Z d'un fragment est déterminée à partir de sa perte d'énergie dans les chambres à ionisation, via la formule de Bethe-Bloch.
Le rapport masse sur charge et la charge elle-même sont évalués de manière indépendante et il est possible d'attribuer à A et Z leur valeur exacte, puisqu'ils sont censés être des nombres entiers. Le renversement de la formule permet alors de gagner un ordre de grandeur dans la précision de la mesure de vitesse.

## Applications
La longueur exceptionnelle de ce spectromètre de masse (74 mètres) rend possible une parfaite identification des fragments produits (en masse et en charge) et une mesure précise de leur vitesse. L'utilisateur peut donc sélectionner un type précis de fragment et le diriger vers une zone expérimentale nécessitant un faisceau exotique (pour étudier des phénomènes importants en astrophysique, par exemple).
Il est également possible d'utiliser le FRS en tant que tel (moyennant la disposition de détecteurs intermédiaires aux aimants), pour étudier à la fois les abondances relatives et les distributions en vitesse longitudinale des fragments produits lors d'une réaction d'intérêt technique (comme celles qui auront lieu dans les réacteurs nucléaires pilotés par accélérateur - ADS) ou fondamental (afin de contraindre les modèles théoriques sur l'équation d'état de la matière nucléaire).